# Estação Berlin-Pankow

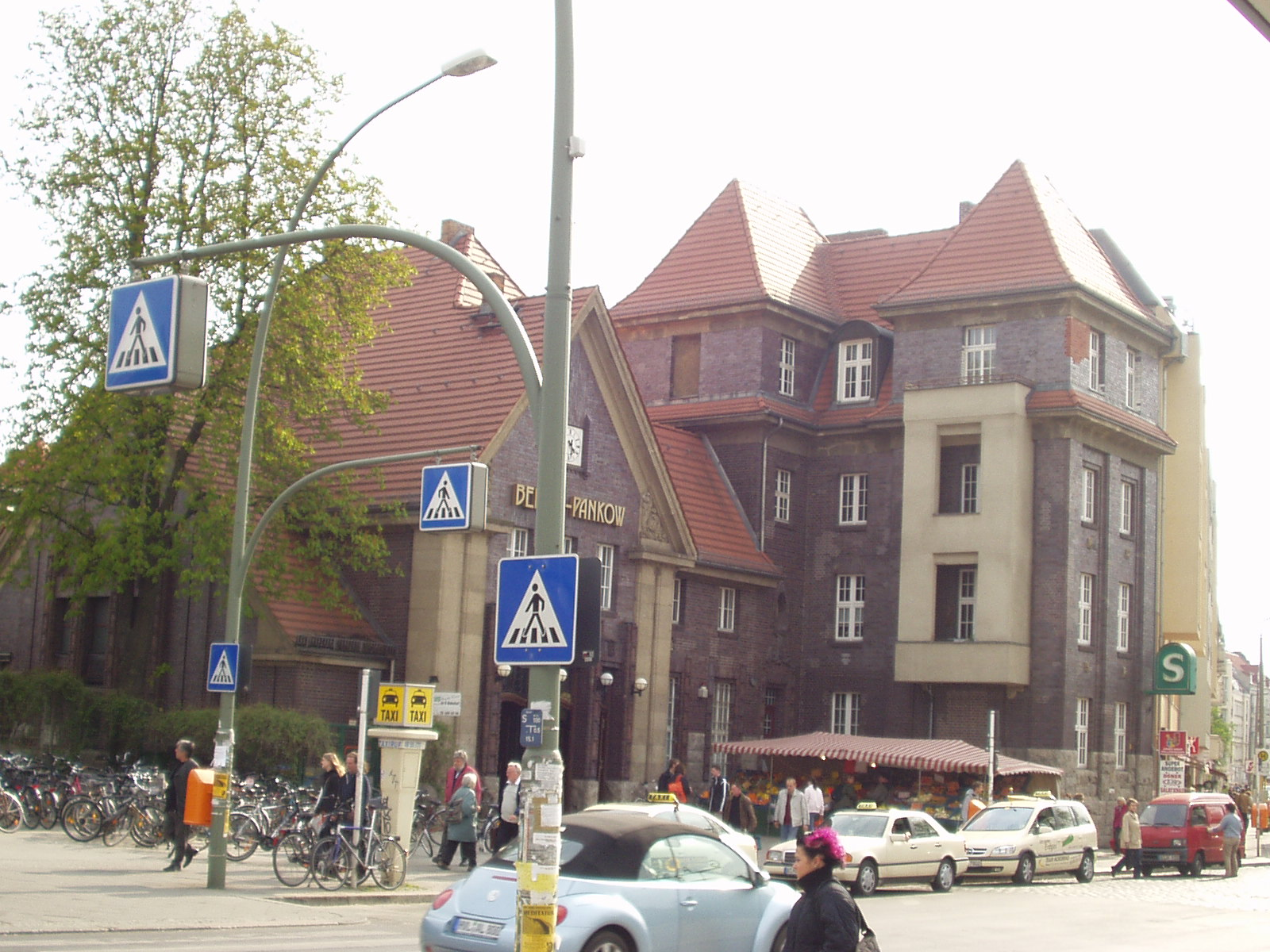
Estação Bahnhof Berlin-Pankow.

Bahnhof Berlin-Pankow é uma das estações terminais da Linha U2 do Metro de Berlim e uma estação ferroviária S-Bahn.

## Localização
As estações estão localizadas no cruzamento da Stettiner Bahn com a Berliner Straße, é a ligação mais rápida entre o bairro de Pankow e o centro histórico de Berlim. O nome Berlin-Pankow diz respeito tanto ao pátio de manobra, que foi fechado em 1997, quanto à estação de S-Bahn. Os dois locais são independentes.

## Bibliogrfia
- Stefan Strauss: Kurt Krieger möbelt Pankow auf. In: Berliner Zeitung. 27. Februar 2010, ISSN 0947-174X (berliner-zeitung.de.
- Marcus Schomacker: Berlins U-Bahnstrecken. U2 Die Pankower U-Bahn. In: berliner-untergrundbahn.de. Archiviert vom Original am 20. Januar 2017; abgerufen am 23.
- Denkmalpflege-Verein Nahverkehr Berlin (Hrsg.): U2. Geschichte(n) aus dem Untergrund. Verlag GVE, Berlin 1995, ISBN 3-89218-032-6, S. 63–64.
- Mathias Christiansen: Tod an der Grenze. SCM Hänssler Verlag, 2008, ISBN 978-3-7751-4895-5 (178 S.).